# Pic de Shore
Dinopium shorii
Espèce
Statut de conservation UICN

 LC  : Préoccupation mineure
Le Pic de Shore (Dinopium shorii) est une espèce d'oiseau de la famille des Picidae, dont l'aire de répartition s'étend sur l'Inde, le Népal, le Bhoutan, le Bangladesh et la Birmanie.

## Liste des sous-espèces
- Dinopium shorii anguste Ripley, 1950
- Dinopium shorii shorii (Vigors, 1832)